# Zoran Živković (pisarz)
Zoran Živković (cyr. Зоран Живковић; ur. 5 października 1948 w Belgradzie) – serbski pisarz, autor science fiction i fantasy. W 2003 został laureatem Nagrody World Fantasy za mikropowieść pt. Biblioteka.
Studiował na wydziale filologii, w 1982 doktoryzował się na Uniwersytecie w Belgradzie.

## Twórczość
- 1983 Savremenici budućnosti[2]
- 1984 Zvezdani ekran[2]
- 1985 Prvi kontakt[2]
- 1990 Enciklopedia naučne fantastike[2]
- 1993 Četvrti krug[2]
- 1995 Ogledi o naučnoj fantastici[2]
- 1997 Vremenski darovi[2]
- 1998 Pisac[2]
- 1999 Knijga[2]
- 2000 Nemogući susreti[2]
- 2001 Sedam dodira muzike[2]
- 2002 Biblioteka[2]
- 2003 Koraci kroz maglu[2]
- 2003 Skrivena kamera[2]
- 2004 Vagon[2]
- 2004 Četiri priče do kraja[2]
- 2005 Dvanaest zbirki i Čajdžinica[2]
- 2006 Most[2]
- 2007 Amarkord[2]
- 2007 Poslednja knjiga[2]
- 2008 Esherove petlje[2]
- 2009 Pisac u najam[2]
- 2010 O žanru i pisanju[2]
- 2011 Pet dunavskih čuda[2]
- 2012 Nađi me[2]
- 2013 Pisac od gline — oblikovati u kreativnom pisanju[2]
- 2013 Challenges of Fantastika[2]
- Zbornik mrtvih[3]
- Tumač fotografija[4]
- Mediteranski svetionik[5]
- 2022 Bela soba[6]